# 2-甲基-1-丁醇
2-甲基-1-丁醇，或稱活性戊醇，在工業上是許多戊醇混合物的成分，學名結構式CH3CH2CH(CH3)CH2OH。

## 性質
無色液體。易燃，其蒸氣與空氣混合可爆。有中等毒性，對呼吸系統、眼、鼻有刺激作用。

## 用途
常用作醫藥中間體。

## 反應
2-甲基-1-丁醇可來自雜醇油中（其天然存在於水果，如葡萄）或可由羰基合成法製造，亦可經由戊烷的鹵化。

## 外部連結
- chemindustry（页面存档备份，存于）
- PubChem Compound（页面存档备份，存于）
- chemBlink（页面存档备份，存于）
- Chemical Book（页面存档备份，存于）